# Jos Hegener

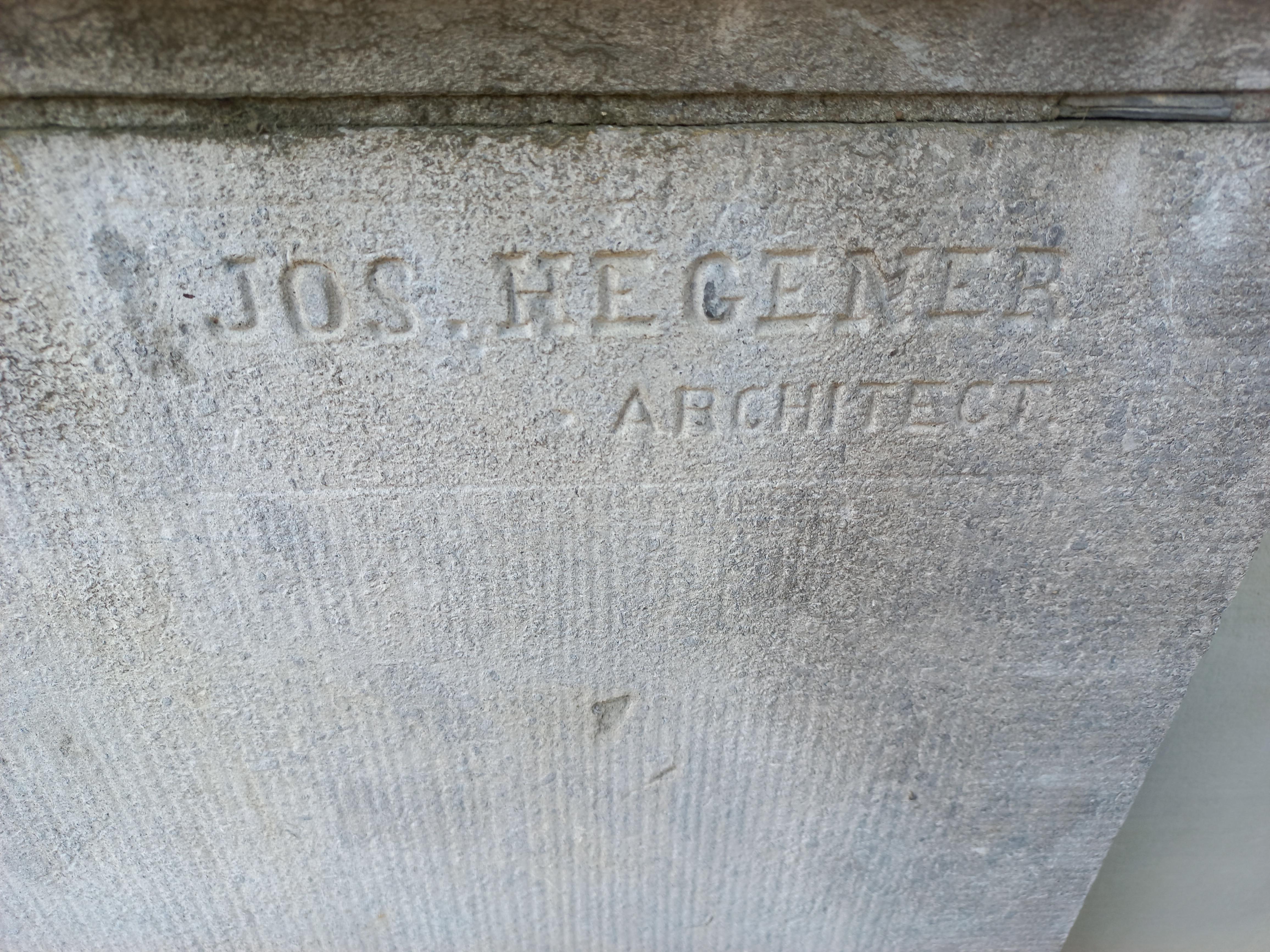
Jos. Hegener op Brouwersgracht 51, Amsterdam (mei 2022)

Josephus Petrus Ignatius (Jos of Joseph) Hegener (Amsterdam, 8 juli 1864 - aldaar, 8 juli 1933) was een Nederlands architect en tenor.
Hij was een van de vele kinderen van winkelier Petrus Hegener en Francisca Antonia Gersteling, vader overleed in september 1875 toen Jos Hegener nog jong was. Jos Hegener werd vrijgesteld van dienstplicht vanwege broederdienst en zijn kleine gestalte. Gegevens in het bevolkingsregister vermeldden dat hij zich al vroeg als bouwkundige liet registreren, wonende met moeder en zuster aan Droogbak 16. Hijzelf bleef ongetrouwd
Hij leerde aan de Industrieschool van de Maatschappij voor den Werkenden Stand, alwaar hij in 1885 medaille een medaille kreeg voor tekeningen en pleisterstukken. Hij werd opgeleid bij Pierre Cuypers en daarna aan de Koninklijke Academie van Antwerpen.
Tot zijn werk, hij was ook makelaar in bouwmaterialen, behoren onder andere Cinema Parisien aan de Nieuwendijk in Amsterdam (gesloopt in 1988), de Heilig Hart of Paterskerk, een rijksmonument in Eindhoven dat plaatselijk bekend is als de Paterskerk, en delen van de naastgelegen voormalige school, voorheen het Gymnasium Augustinianum. Ook heeft hij meegewerkt aan het Rijksmuseum in Amsterdam. Twee panden aan de Buiten Vissersstraat (4 en 6-8; beide gemeentelijk monument) zijn eveneens van zijn hand; ook ontwierp hij Brouwersgracht 51.
Joseph Hegener was naast architect ook begenadigd zanger. Hij zong samen met de broers David Hegener (dirigent) en Piet Hegener (bariton), al dan niet in het koor Soli Deo Gloria en de Posthoornkerk (zus Anna was er lid van de Maria-Congregatie) en het hulpkerkje ‘T Torentje. Tevens was hij penningmeester van de "Rooms Katholieke Vereeniging voor Slechthorenden" (Pius X), maar bemoeide zich ook met concertorganisator ("RK Vereeniging Charitas") en raadgever op het gebied van slechthorendheid. Hij was voorts geïnteresseerd in biologie; hij had in 1893 een uitgebreide collectie opgezette dieren, schelpen, koralen en stenen.
Kenmerkend voor zijn werk is het gebruik van gele steen.